# Спандарянская ГЭС
Спандарянская ГЭС — гидроэлектростанция на реке Воротан, вблизи села Шагат, Армения. Входит в состав Воротанского каскада, являясь его верхней, регулирующей ступенью. Из водохранилища ГЭС берёт начало тоннель Воротан-Арпа пропускной способностью 30 м³/с, предназначенный для переброски части стока реки Воротан в реку Арпу и далее в озеро Севан. Первый гидроагрегат ГЭС пущен в 1989 году. Собственник станции — ЗАО «Воротанский каскад ГЭС».
Мощность ГЭС — 76 МВт, проектная среднегодовая выработка — 170 млн кВт⋅ч

## Конструкция станции
Конструктивно представляет собой плотинно-деривационную гидроэлектростанцию с напорной деривацией и регулирующим водохранилищем. Состав сооружений ГЭС:
- грунтовая плотина c суглинистым ядром, высотой 83 м, длиной по гребню 315 м;
- глубинный водосброс пропускной способностью 80 м³/сек;
- поверхностный водосброс с быстротоком, пропускной способностью 160 м³/сек;
- Спандарянское водохранилище многолетнего регулирования полной ёмкостью 257 млн м³, полезной — 218 млн м³, нормальный подпорный уровень (НПУ) — 2063 м;
- напорный деривационный тоннель длиной 8.1 км, пропускной способностью 30 м³/с;
- уравнительный резервуар;
- турбинный водовод длиной 2046 м, разветвляющийся в конце на два водовода;
- здание ГЭС;
- ОРУ.

В здании ГЭС установлены 2 гидроагрегата мощностью по 38 МВт, с радиально-осевыми турбинами, работающими на расчётном напоре 295 м. Перед каждой турбиной смонтирован шаровый затвор диаметром 1,4 м.